# Antonio Dugnani
Antonio Dugnani (né le 3 juin 1748 à Milan et mort le 19 octobre 1818 à Rome) est un cardinal italien du XVIIIe siècle et du début du XIXe siècle.

## Biographie
Antonio Dugnani est nommé archevêque titulaire de Rhodes (de) en 1785. En juin, il est nommé nonce apostolique en France, poste qu'il conserve jusqu'à sa démission en 1790.
Le pape Pie VI le crée cardinal lors du consistoire du 21 février 1794. Dugnani participe au conclave de 1799-1800 à Venise lors duquel Pie VII est élu pape. En 1808 il est déporté par les Français à Milan puis à Paris.
Il est préfet du tribunal suprême de la Signature apostolique de 1817 jusqu'à sa mort.